# Tiếng Mân Trung
Tiếng Mân Trung (giản thể: 闽中; phồn thể: 閩中; bính âm: Mǐnzhōng) là một phân nhóm của tiếng Trung. Ngôn ngữ này được nói ở xung quanh các khu vực Vĩnh An, Tam Minh ở Phúc Kiến. Phần lớn những người nói tiếng Mân Trung sống ở giữa Phúc Kiến.